# 扎波羅熱茨 (赫爾松州)
46°23′46″N 34°42′40″E / 46.39611°N 34.71111°E
扎波羅熱茨（烏克蘭語：Запорожець）是位於烏克蘭南部的村莊，由赫爾松州海尼切斯克區的海尼切斯克市镇負責管轄。該村始建於1927年，面積14.4平方公里，海拔高度22米，2001年人口7，人口密度每平方公里0.5人。